# Ланселот Браун
Ланселот Браун (англ. Lancelot Brown; бл. 1715-16, Кірхарле, Нортумберленд, Англія, Королівство Великої Британії — 6 лютого 1783, Лондон, Королівство Великої Британії), прозваний «вмілим Брауном» (англ. Capability Brown) — англійський ландшафтний архітектор, найвідоміший представник системи англійського (пейзажного) парку, яка панувала в Європі до середини XIX століття. При облаштуванні своїх садів симетрії кам'яних споруд він віддавав перевагу «природним» ставкам, насипам, газонам і гармонійно розподіленим скупченням дерев.
Починав як помічник садівника у своєму рідному Нортумберленді. У 1742 році був запрошений на посаду садівника до маєтку герцога Бекінгема, Стоу, де працював під керівництвом архітектора-палладіанця Вільяма Кента. Сади в Стоу своєю натуралістичністю різко виділялися на тлі панівної системи регулярного саду і принаджували гостей з усієї країни. Браун показував їм господарство і здобув таким чином безліч високопоставлених клієнтів.
Після смерті Кента Браун заснував власну справу і зайнявся «удосконаленням земельних наділів» по всій Англії. Ставок, який він викопав у маєтку герцога Графтона, викликав заздрість герцога Мальборо, який запросив Брауна створити систему водойм у Блейнгемському маєтку. У 1750-х роках Браун з успіхом проектував і садові павільйони, які повинні були перебувати в гармонії з природою. Основні принципи його естетики вигідно виокремилися під час створення Петуортського парку (1751-57).
Браун зруйнував застарілу систему регулярного саду, яку розробив для Людовіка XIV француз Андре Ленотр. Згодом місце Брауна як ландшафтовлаштувальника Британії, який мав найбільшу кількість замовлень, зайняв його послідовник Хамфрі Рептон.
|                       |  |                   |  |                      |
| Штучний грот у Бовуді |  | Петуортський парк |  | Блейнгемський маєток |